# 普雷欧迪佩尔什
普雷欧迪佩尔什（法語：Préaux-du-Perche，法語發音：[pʁeo dy pɛʁʃ] ⓘ）是法国奥恩省的一个旧市镇，位于该省东南部，属于莫尔塔涅欧佩什区。2016年1月1日，普雷欧迪佩尔什和相邻的另外5个市镇合并为新市镇佩尔什昂诺塞（Perche en Nocé）。

## 地理
普雷欧迪佩尔什（48°19'48"N, 0°42'12"E）面积23.52 平方千米，位于法国诺曼底大区奧恩省，该省份为法国西北部内陆省份，北起顺时针与卡爾瓦多斯省、厄尔省、厄尔-卢瓦省、萨尔特省、马耶讷省和芒什省接壤。
与普雷欧迪佩尔什接壤的市镇（或旧市镇、城区）包括：诺塞、贝尔迪、莱米蒂耶尔、拉鲁日、埃尔河畔圣阿尼昂、圣欧班德格鲁瓦、圣西尔拉罗西耶尔、埃尔河畔圣伊莱尔。

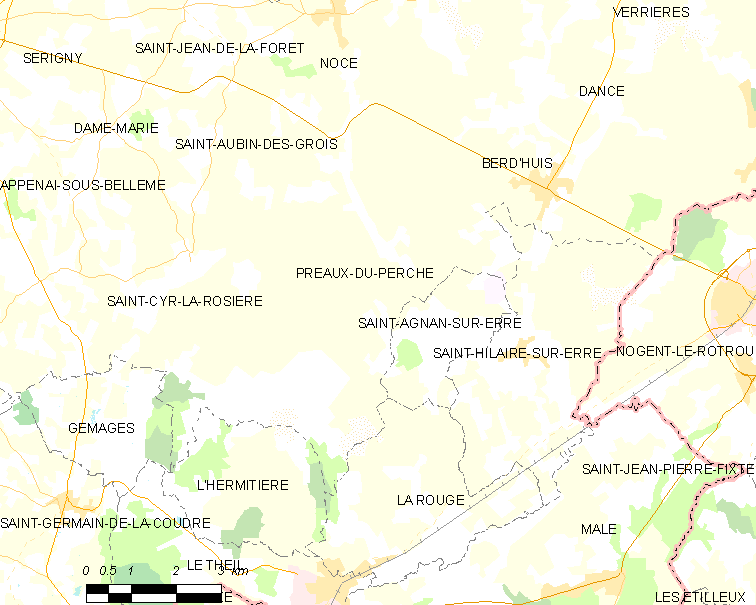
普雷欧迪佩尔什的OSM定位图

普雷欧迪佩尔什的时区为UTC+01:00、UTC+02:00（夏令时）。

## 行政
普雷欧迪佩尔什的邮政编码为61340，INSEE市镇编码为61337。

## 政治
普雷欧迪佩尔什所属的省级选区为布勒通塞勒县。

## 人口

1962-2008年间普雷欧迪佩尔什人口变化图示

普雷欧迪佩尔什于2018年1月1日时的人口数量为487人。